# Ґуна-Яла

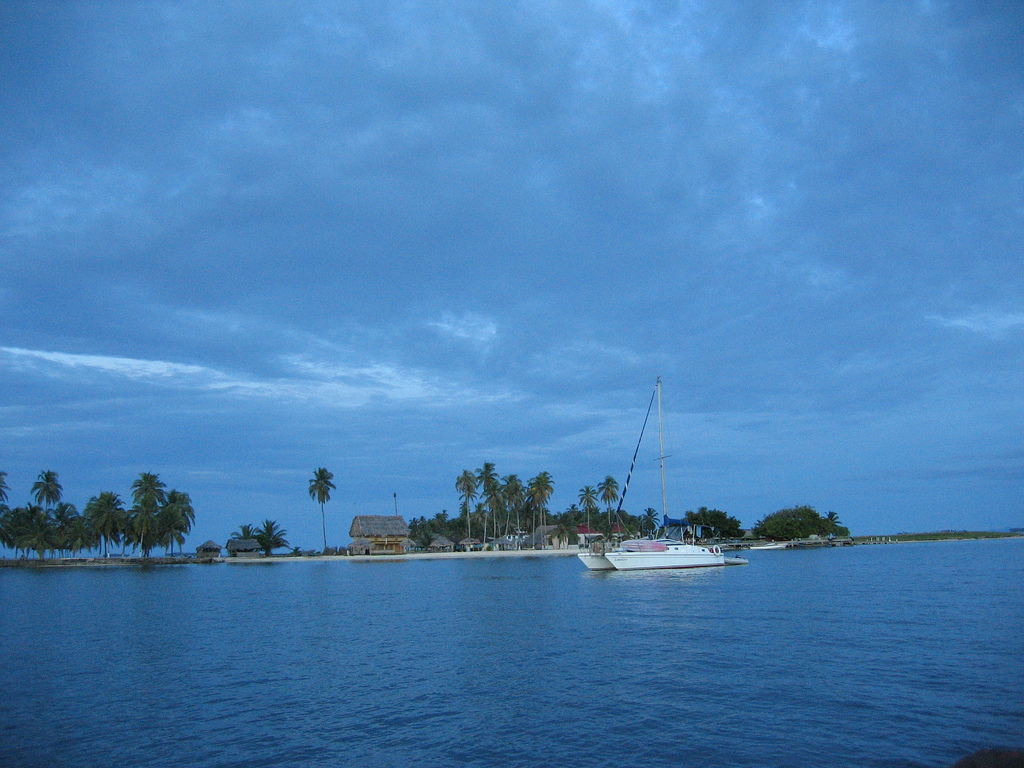
Ґайґірґордуб

Ґуна-Яла або Куна-Яла (ісп. Guna Yala, або Гунаяла, ісп. Gunayala, в перекладі з мови куна — «Земля ґуна», або «Земля куна») — автономне управління індіанців куна зі статусом комарки (району, ісп. comarca, comarca indígena) на півночі Панами площею 2393 км². Адміністративний центр — місто Ґайґірґордуб.

## Географія
Територія управління становить 2 393 км². Комарка являє собою вузьку смугу землі, що простягнулася вздовж узбережжя Карибського моря на 373 км. Межує з провінцією Колон (на заході), провінціями Панама і Дар'єн (на півдні), комаркою Ембера-Воунаан (на південному сході) і Колумбією (на сході). На півночі омивається водами Карибського моря. Крім материкової частини до складу комарки входять також понад 350 островів у Карибському морі, з яких лише 36 населені.

## Історія
4 червня 1870 року в складі Колумбії була створена комарка Туленега (ісп. Tulenega), велика частина якої після відділення в 1903 році Панами, увійшла до складу цієї нової держави. Індіанці куна виступали за надання їм більшої автономії, у зв'язку з чим сталася Революція гуна: 12 лютого 1925 року вожді 45 сіл і племен ґуна на конференції в Аіліганді-Ґуна проголосили незалежну від Панами Республіку Тулі, що отримала свій, заснований на іспанському, прапор з древнім символом ґуна в центрі — свастикою. В ході повстання індіанці з використанням каное напали на кілька місцевих поліцейських дільниць, в результаті чого загинуло 27 осіб.

Прапор Республіки Тулі 12 лютого — 4 березня 1925, народу куна і комарки Туленега (з 1938 — Сан-Блас) в 1925-1942

4 березня за посередництва США було підписано мирну угоду куна з владою, згідно з якою індіанцям було обіцяно підвищену повагу їхніх звичаїв, відмова від нав'язування нових шкіл, захист рівних з іншими громадянами Панами прав, вивід поліцейських сил з комарки, також були випущені всі в'язні-індіанці, які опинилися у в'язниці в ході повстання. Індіанці, в свою чергу, зобов'язалися скласти зброю, відмовитися від своєї декларації незалежності і дотримуватися законів Панами. Прапор куна був збережений як прапор всього народу куна, а також комарки Туленега, яка в 1938 році була перейменована в Сан-Блас (ісп. San Blas - за назвою входячого до нього архіпелагу і півострова) як офіційна індіанська автономія. В 1942 році через схожість символу індіанців ґуна з нацистською свастикою, в прапор комарки були внесені зміни: в свастику було додано червоне кільце - символ кілець-прикрас, які традиційно носять в носі індіанки куна, а колір верхньої та нижньої смуг був змінений з темно-оранжевого на червоний. 23 грудня 1998 року комарка була перейменована в Куна-Яла (ісп. Kuna Yala) , проте 22 листопада 2010 року назва комарки була змінена на Ґуна-Яла у зв'язку з тим, що слово "ґуна" є найбільш близьким за звучанням до місцевої індіанської транскрипції, що також пов'язане з виключенням (остаточно у 2011 році) з мови куна букви «K» (поряд з буквами «P» і «T»). Не дивлячись на виключення букви «K» з мови куна, офіційна зміна назв 2-х сусідніх автономних індіанських комарок (правда, субпровінціального рівня) Куна-де-Варганді і Куна-де-Мадуганді поки не відбулося. Крім того, в 2010 році прапор комарки також був змінений і отримав сучасний вигляд.

## Населення
Згідно з переписом 2010 року в Ґуна-Яла проживають 33 109 осіб, г. ч. індіанці куна.

## Управління
Вищим політико-адміністративним органом комарки є обраний на 2 роки Генеральний Конгрес куна, що включає в себе представників кожної з 49 громад Ґуна-Яла і обирає 3 сагладуммагана (sagladummagan) — головних касика, які представляють автономію на регіональному, національному та міжнародному рівнях.

## Адміністративний поділ
В адміністративному відношенні поділяється на 49 громад, об'єднаних в 4 міські округи:
- Аіліганді
- Наргал
- Пуерто-Обальдія
- Тубуаї

## Економіка
Економіка Ґуна-Яла ґрунтується на сільському господарстві, рибальстві, виробництві різних ремісничих виробів і туризмі. Основні с/г культури включають банани, кукурудзу і цукровий очерет.